# Hardware (film)
Hardware är en brittisk film från 1990, regisserad av Richard Stanley.

## Handling
I en framtida värld efter Den Stora Katastrofen kommer en före detta soldat, Moses Baxter, över ett robothuvud. Han tar hem det till sin flickvän som använder det som material för en av sina skulpturer. När Moses sedan undersöker bakgrunden om roboten upptäcker han att det är från MARK 13-projektet, ett superhemligt regeringsprojekt om att framställa nya stridsrobotar, som övergavs på grund av att roboten ansågs för opålitlig.
MARK-13 har ett överlevnads- och självbevarandeprogram som gör att den sätter ihop sig själv av flickvännens skulpturer går sedan bärsärk i hennes bostadskomplex.

## Om filmen
Baserad på en seriehistoria "Shok" som publicerades i det brittiska sci-fi magasinet 2000 AD. Magasinets utgivare stämde sedermera filmskaparna för plagiat.

## Rollista (i urval)
- Dylan McDermott - Moses Baxter
- Stacey Travis - Jill
- John Lynch - Shades
- William Hootkins - Lincoln Wineberg JR
- Iggy Pop - Angry Bob
- Carl McCoy - Nomad